# Aerotec T-23 Uirapuru
Aerotec T-23 Uirapuru (oznaczenie wojskowe); Aerotec Uirapuru A122 (oznaczenie fabryczne) – brazylijski samolot szkolno-treningowy.

## Historia
W połowie lat sześćdziesiątych brazylijska wytwórnia lotnicza Aerotec SA Industria Aeronáutica z São José dos Campos z własnej inicjatywy opracowała samolot szkolny przeznaczony do wstępnego szkolenia pilotów. Pierwszy prototyp oznaczony jako Aerotec Uirapuru A122, w którym zastosowano silnik o mocy 147 KM (108 kW) oblatano 2 czerwca 1965 roku. W drugim prototypie zastosowano silnik o mocy 152 KM (112 kW), a następnie na jego bazie zbudowano dwa samoloty przedseryjne, które zaprezentowano lotnictwu wojskowemu. 
Ostatecznie lotnictwo brazylijskie zamówiło początkowo 30 samolotów ale z mocniejszym silnikiem o mocy 160 KM (118 kW), a następnie 70 kolejnych. W lotnictwie wojskowym maszyny zostały oznaczone jako T-23 „Uirapuru”. Oprócz wojskowego lotnictwa brazylijskiego, samoloty zakupiło lotnictwo wojskowe Boliwii – 18 sztuk i Paragwaju – 8 sztuk. T-23 budowany był także dla aeroklubów, różnił się od wersji wojskowej brakiem możliwości zamontowania w nim karabinów maszynowych. Samoloty przeznaczone dla lotnictwa wojskowego miało oznaczenie A122A, a dla lotnictwa cywilnego A122B.
Produkcja odbywała się w latach 1968 – 1978 i łącznie wyprodukowano 155 egzemplarzy. 
Zakończenie produkcji wiązało się z opracowaniem kolejnego wersji. Opracowana w 1979 roku, otrzymała początkowo oznaczenie jako Aerotec „Uirapuru II” A132 (T-132), a następnie Aerotec Tangará A132. Miała dłuższe skrzydła i kadłub, ulepszoną awionikę oraz wzmocnioną konstrukcję kadłuba. Oblot prototypu nastąpił 26 lutego 1981 roku. Pomimo lepszych osiągów oraz możliwością wykonywania akrobacji lotniczej, brazylijskie lotnictwo wojskowe nie wyraziło zainteresowania zakupem. Wyprodukowano jednie 6 egzemplarzy, które sprzedano do Boliwii. Prototyp przekazano do aeroklubu w São José dos Campos.

## Służba
Samoloty Aerotec T-32  „Uirapuru” zostały wprowadzone do brazylijskiego lotnictwa wojskowego w latach 1968 – 1973. Użytkowano je w brazylijskiej Akademii Sił Powietrznych do początkowego szkolenia pilotów.
W 1974 roku 18 sztuk zakupiło lotnictwo Boliwii. Rok później lotnictwo Paragwaju kupiło osiem maszyn. Chęć zakupu 10 samolotów wraziło lotnictwo Gwatemalii, lecz ostatecznie do zakupu nie doszło. Lotnictwo boliwijskie zakupiło sześć samolotów w wersji Aerotec Tangará A132 w 1986 roku.
25 maszyn w wersji cywilnej zostały wyprodukowane dla aeroklubów w Brazylii. Część samolotów wojskowych po ich wycofaniu ze służby trafiło do brazylijskich aeroklubów.

## Konstrukcja
Samolot szkolny Aerotec T-32  „Uirapuru” oraz jego ulepszona wersja Aerotec Tangará A132  był dolnopłatem o metalowej konstrukcji. Kadłub mieścił zakrytą kabinę, z dwoma miejscami obok siebie dla pilota i instruktora, za siedzeniami umieszczono bagażnik o pojemności 30 kg. Napęd stanowił 4-cylindrowy silnik gaźnikowy, chłodzony powietrzem. Podwozie trójpodporowe, stałe.